# Ubľa
Ubľa (ukrajinsky a rusínsky Убля (Ublja) nebo Вубля (Vublja), maďarsky Ugar, do roku 1902 Ublya) je obec na Slovensku v okrese Snina, na hranicích s Ukrajinou. Žije zde 792 obyvatel.
Obec se vzpomíná v r. 1567, kdy patřila k humenskému panstvu. Hromadná výstavba při soutoku potoka Ublianka a Dúbravka se začala v 1. polovině dvacátého století. V obci byla rozšířena domácí produkce zemědělského nářadí, dřevěného kuchyňského nářadí a tkaní plátna.. V roce 2013 žilo v Ubli 796 obyvatel, z toho 566 slovenské národnosti, 176 rusínské a 112 ukrajinské. V obci se nachází základní škola s mateřskou školou.
V obci je silniční hraniční přechod Ubľa –  Malyj Bereznyj.

## Památky
- Řeckokatolický chrám sv. Mikuláše z roku 1826
- Vojenský hřbitov (41 vojáků)
- Boží muka z roku 1907
- Pamětní tabule Vojtěchovi Boreckému
- Pomník Židům zavražděným Banderovci v roce 1945

## Rodáci
- Vojtech Borecký (*1911 †1990), malíř